# Q-gammafunktionen
Inom q-analogteori är q-gamma funktionen en generalisering av den vanliga Gammafunktionen. Den introducerades av F. H. Jackson. Dess definition är
{\displaystyle \Gamma _{q}(x)=(1-q)^{1-x}\prod _{n=0}^{\infty }{\frac {1-q^{n+1}}{1-q^{n+x}}}=(1-q)^{1-x}\,{\frac {(q;q)_{\infty }}{(q^{x};q)_{\infty }}}}
då |q|<1, och
{\displaystyle \Gamma _{q}(x)={\frac {(q^{-1};q^{-1})_{\infty }}{(q^{-x};q^{-1})_{\infty }}}(q-1)^{1-x}q^{\binom {x}{2}}}
då |q|>1. Här (·;·)∞ är den oändliga q-Pochhammersymbolen. Den satisfierar
{\displaystyle \Gamma _{q}(x+1)={\frac {1-q^{x}}{1-q}}\Gamma _{q}(x)=[x]_{q}\Gamma _{q}(x)}
För heltal större än0 är
{\displaystyle \Gamma _{q}(n)=[n-1]_{q}!}
där [·]q! är q-fakulteten.
Grönsvärdet då q närmar sig 1
{\displaystyle \lim _{q\to 1\pm }\Gamma _{q}(x)=\Gamma (x).}
En q-analog av Stirlings formel för |q|<1 ges av
{\displaystyle \Gamma _{q}(x)=[2]_{q^{\ }}^{\frac {1}{2}}\Gamma _{q^{2}}\left({\frac {1}{2}}\right)(1-q)^{{\frac {1}{2}}-x}e^{\frac {\theta q^{x}}{1-q-q^{x}}},\quad 0<\theta <1.}
En q-analog av multiplikationsformeln för |q|<1 ges av
{\displaystyle \Gamma _{q^{n}}\left({\frac {x}{n}}\right)\Gamma _{q^{n}}\left({\frac {x+1}{n}}\right)\cdots \Gamma _{q^{n}}\left({\frac {x+n-1}{n}}\right)=[n]_{q}^{{\frac {1}{2}}-x}\left([2]_{q}\Gamma _{q^{2}}^{2}\left({\frac {1}{2}}\right)\right)^{\frac {n-1}{2}}\Gamma _{q}(x).}
En annan formel är
{\displaystyle \int _{0}^{1}\log \Gamma _{q}(x)dx={\frac {\zeta (2)}{\log q}}+\log {\sqrt {\frac {q-1}{\sqrt[{6}]{q}}}}+\log(q^{-1};q^{-1})_{\infty }\quad (q>1).}

## Relation till andra funktioner
Q-gammafunktionen är relaterad till Jacobis thetafunktioner enligt
{\displaystyle \left(\Gamma _{q^{2}}(x)\Gamma _{q^{2}}(1-x)\right)^{-1}={\frac {q^{2x(1-x)}}{(q^{-2};q^{-2})_{\infty }^{3}(q^{2}-1)}}\vartheta _{4}\left({\frac {1}{2i}}(1-2x)\log q,{\frac {1}{q}}\right).}